# Verdun (ort i Mauritius)
Verdun är en ort i Mauritius.   Den ligger i distriktet Moka, i den västra delen av landet, 10 km sydost om huvudstaden Port Louis. Verdun ligger 311 meter över havet och antalet invånare är 2 208. Den ligger på ön Mauritius.
Terrängen runt Verdun är kuperad norrut, men söderut är den platt. Runt Verdun är det tätbefolkat, med 476 invånare per kvadratkilometer. Närmaste större samhälle är Port Louis, 9,9 km nordväst om Verdun. I omgivningarna runt Verdun växer i huvudsak städsegrön lövskog.